# 허크 하비

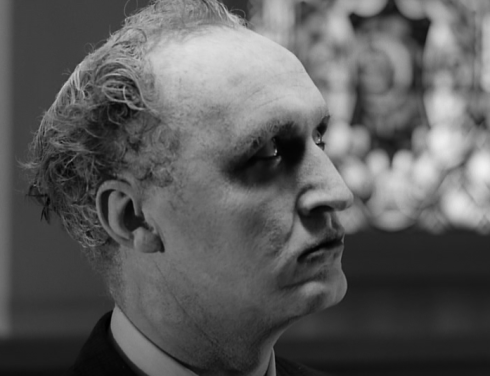

허크 하비(Herk Harvey, 1924년 6월 3일 ~ 1996년 4월 3일)는 미국의 장교, 영화 감독, 배우, 각본가이다.
로렌스에서 사망하였다. 사인은 췌장암이다.

## 영화
- 그날 이후 (1983년)
- 영혼의 카니발 (1962년)